# Muurkrant (Utrecht)

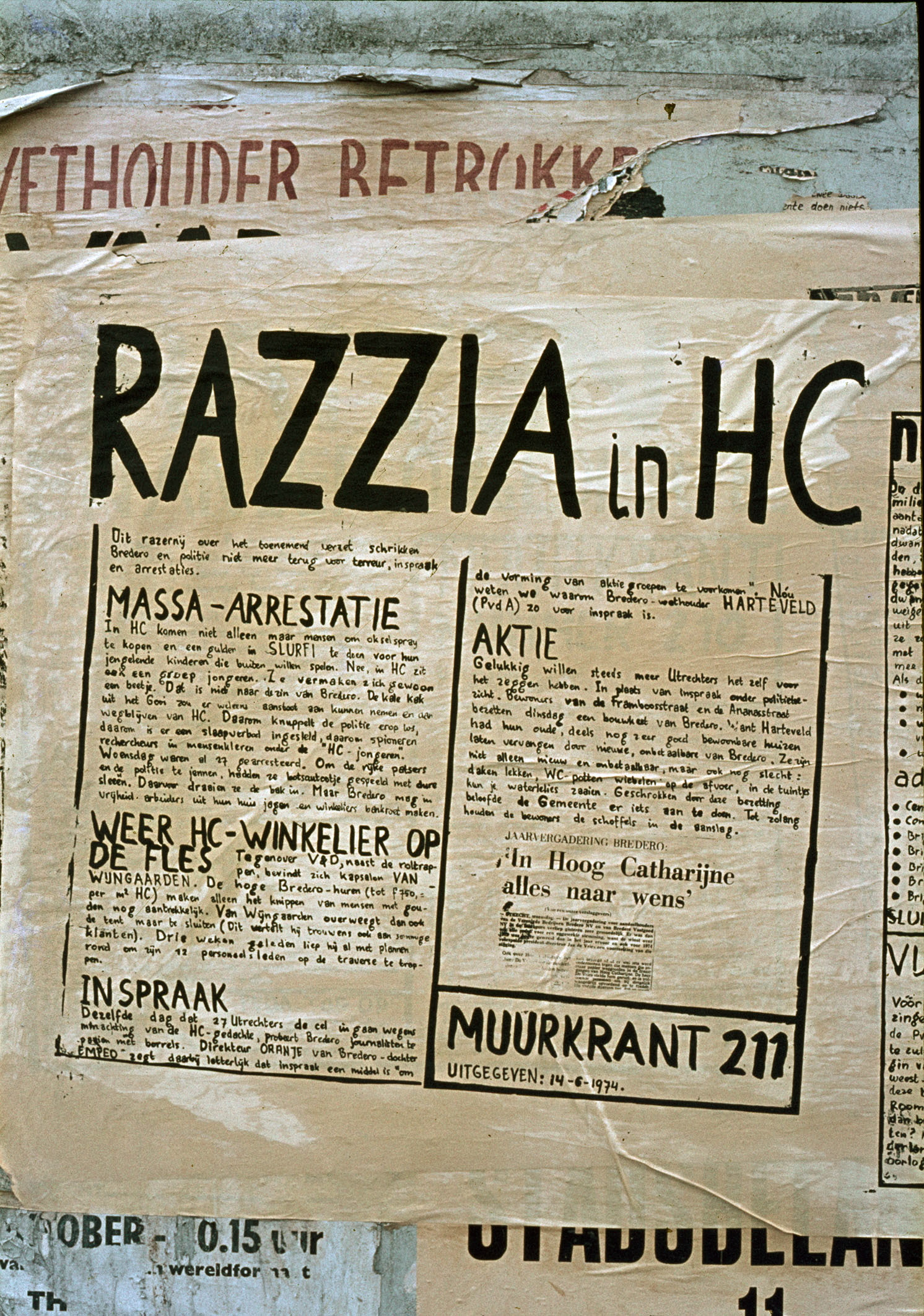
Muurkrant in juni 1974

De Muurkrant was een in de stad Utrecht actieve organisatie vanaf de jaren 70 van de 20e eeuw. Ze bracht een gelijknamige muurkrant uit die in Utrecht werd aangeplakt. 

## Geschiedenis
De Muurkrant ontstond uit de studentenbeweging van de jaren zestig en begon op 1 mei 1970. De Muurkrant was anoniem, alleen de plaats waar een kopijbus stond (cultureel en maatschappelijk podium de Kargadoor aan de Oudegracht) was bekend. De organisatie noemde zich als snel "stadfront" en beoogde vergeefs uit te groeien tot een samenwerkingsverband van oppositiegroepen. Met felle agitatie via de wekelijkse muurkranten, bedrijfskranten (zowel in het Nederlands als in de talen van de Gastarbeiders), wijkkranten, studentenkrant en scholierenkranten trachtte zij een "tegenbeweging" op te bouwen. Veel wijkcomités ontstonden na artikelen in de muurkrant. 
Begin jaren 70 publiceerde de Muurkrant aanhoudend aanklachten tegen de bouw van het grootschalige winkelcomplex Hoog Catharijne en de gevolgen ervan voor binnenstad en de wijken eromheen. Op een deel van de gevels van Hoog Catharijne werden zelfs bakstenen geplakt om de antibeton agitatie van de Muurkrant wat te neutraliseren. De Muurkrant werd aanvankelijk collectief met viltstift op overtollig krantenpapier geschreven, erna gezeefdrukt. Voor degenen die de Muurkrant niet op de muur wilden lezen werd de tekst in 1000 voud gestencild aanvankelijk op folioformaat en later op A-vier formaat. 
In 1972 vond er een huiszoeking door politie en justitie plaats in de drukkerij van de Muurkrant na klachten over de inhoud. Daarbij werden exemplaren en (een deel van) de drukpers in beslag genomen, wat leidde tot Kamervragen. Na de inbeslagname slaagde de groep erin nog diezelfde week een noodkrant uit te brengen.

## Muurkranten elders
In navolging van Utrecht ontstonden in andere steden muurkranten in o.a. Leiden, Venlo, Amsterdam, Den Bosch, Arnhem en  Tilburg. De Loesje-beweging is een afsplitsing van de Arnhemse Muurkrant. De muurkrant uit den Bosch verschijnt inmiddels onder de titel kleintje Muurkrant.

## Wapenfeiten en werkwijze
Wapenfeit van de Utrechtse Muurkrant. In 1971 verscheen het artikel parkeergarage naast Leeuwenberghkerk over kaalslag en bouw van cascowoningen in Utrechts historische binnenstad achter het hoofdkantoor van de Verenigde Bedrijven Bredero, de ontwerper en bouwer van Hoog Catharijne. De Muurkrant muntte begrippen als sluipsloop omdat er al voor besluitvorming in de gemeenteraad al een historische pandje in de Schalkwijkstraat werd gesloopt om de huishoudschool Maria in den Wijngaard aan een ingang voor de auto's van de directie te helpen. Schielijk na protest van wakkergeworden omwonenden, kreeg de bedreigde Schalkwijkstraat en omgeving monumentenstatus. De panden zijn het jaar erop in oude glorie hersteld. De parkeergarage bleef op de tekentafel.
De redactie van de Muurkrant werkte 's middags en 's avonds op van maandag tot woensdag op twee kamertjes van het Politiek Sentrum boven de Kargadoor. Maandag begon met samenstellen van een lijst met onderwerpen samengesteld aan de hand van knipsels en uitgetikte gesprekken met informanten. De doorslagen ervan werden opgeborgen in een geheim archief samen met de namen van informanten. Bij elk onderwerp stond het nummer van het redactielid. Dit in verband met de geheimhouding die na ontmaskering van een BVD agent in de studentenbeweging nodig bleek. Woensdagavond was de eindredactie afhankelijk van wel of geen meningsverschillen duurden die tot even na tienen of gingen ze door tot diep in de nacht.  Om beurten waren twee redactieleden de klos om de eindteksten op stencil te tikken en in duizendvoud te stencillen. Vervolgens werd elders één exemplaar gecalligrafeerd op doorzichtige vellen. Deze vellen gingen naar de zeefdrukkerij om daar de Muurkranten op restpapier van Het Utrechts Nieuwsblad te drukken. Vanaf vrijdag kregen de Utrechtse muren geplakt vers nieuws.